# تپه سبزعلی
تپه سبزعلی مربوط به دوران پیش از تاریخ ایران باستان است و در حومه اورمیه، بخش باراندوزچای واقع شده و این اثر در تاریخ ۱ آذر ۱۳۴۴ با شمارهٔ ثبت ۴۵۵ به‌عنوان یکی از آثار ملی ایران به ثبت رسیده است.